# Ramon Antoni Socias Puig
Ramon Antoni Socias Puig (Caracas, Veneçuela, 22 de gener de 1960) és un metge i polític mallorquí, militant del Partit Socialista de les Illes Balears (PSIB-PSOE) des de 1985 i afiliat a la Unió General de Treballadors (UGT).
Tornà a Mallorca quan era petit. Es llicencià en medicina i cirurgia a la Universitat Autònoma de Barcelona. A les eleccions municipals espanyoles de 1991 fou elegit tinent d'alcalde (1991-1996) i batlle de Sóller (1996-1998) i fou escollit senador per Mallorca a les eleccions generals espanyoles de 1996 (substituint Antoni Garcias Coll) i 2000. De 2004 a gener de 2012 fou delegat del Govern espanyol a les Illes Balears. En 2014 fou candidat intern del partit a la batlia de Palma. A les eleccions generals espanyoles de 2015 fou elegit diputat per les Illes.